# Niszczuka plamista
Niszczuka plamista (Lepisosteus oculatus) – gatunek ryby z rodziny niszczukowatych (Lepisosteidae).

## Występowanie
Gatunek ryby słodkowodnej występujący w Ameryce Północnej.

## Opis
Ryby te posiadają długie szczęki z licznymi zębami, pas ciemnych plam na ciele, płetwę brzuszną w połowie długości ciała. Płetwa odbytowa i grzbietowa umieszczone są z tyłu ciała. Ciało silnie wydłużone, ubarwienie ciemne. Długość ciała do 1,5 m.

## Odżywianie
Ryba drapieżna, żywi się różnymi gatunkami ryb i skorupiaków.

## Znaczenie gospodarcze
Niewielkie znaczenie gospodarcze, poławiana przez wędkarzy ze względu na smaczne mięso. 
Hodowana również w odpowiednio dużych akwariach. W mniejszych można hodować tylko bardzo młode osobniki. Akwarium powinno być przeznaczone wyłącznie dla tego gatunku. Zbiornik powinien być luźno porośnięty z wolną przestrzenią do pływania.